# 奇跡 (コブクロの曲)
「奇跡」（きせき）は、コブクロの楽曲で、26枚目のシングル。2015年3月4日に発売。発売元はワーナーミュージック・ジャパン。
前作「陽だまりの道」から9か月ぶりのシングルで、初回限定盤のみ“穴あきジャケット”&DVD付き。

## 収録曲
全曲 作詞・作曲：小渕健太郎、編曲：コブクロ
1. 奇跡 [5:32]
  - テレビ朝日系ドラマ『DOCTORS3 〜最強の名医〜』主題歌。
2. Twilight [5:25]
  - ワーナー・ブラザース配給映画『トワイライト ささらさや』主題歌。
  - 3rd配信限定シングル
  - 2014年の3か月連続新曲発表の第3弾楽曲。
3. 信呼吸 [4:34]
  - 「セイコーマート」・「MJQウェディング」・「佐渡汽船」CMソング
  - 2014年の3か月連続新曲発表の第1弾楽曲。
4. 奇跡（instrumental）
5. Twilight（instrumental）
6. 信呼吸（instrumental）

## 初回限定盤
2014年11月から12月に全国4か所で行われた「Acoustic Twilight Tour 2014」のライブ映像を、初回限定盤のみ3曲収録（収録時間約21分）。
- HUMMING LIFE
- ベテルギウス
- miss you

## 収録アルバム
- TIMELESS WORLD(#1,2)
- ALL TIME BEST 1998-2018(#1,2)
- Seasons Selection〜Winter〜 (#2)
- ALL SEASONS BEST (#2)

※「信呼吸」はアルバム未収録